# Grand Prix
Grand Prix (francuski: Velika nagrada) naziv je za prvu nagradu koja se dodjeljuje pobjedniku jednog ili niza međunarodnih športskih ili drugih natjecanja; ujedno je i istoznačnica za samo natjecanje.
U športu je Grand Prix uobičajen u motociklizmu, automobilizmu, atletici, konjičkom športu i biljaru.
Pjesma Eurovizije izvorno nosi naziv Velika nagrada Eurovizije za šansonu.